# Joseph Michael Gilmore
Joseph Michael Gilmore (* 22. März 1893 in New York City; † 2. April 1962) war ein US-amerikanischer Geistlicher und römisch-katholischer Bischof von Helena.

## Leben
Joseph Michael Gilmore empfing am 25. Juli 1915 das Sakrament der Priesterweihe.
Am 16. Dezember 1935 ernannte ihn Papst Pius XI. zum Bischof von Helena. Der Apostolische Delegat in den Vereinigten Staaten, Erzbischof Amleto Giovanni Cicognani, spendete ihm am 19. Februar 1936 die Bischofsweihe; Mitkonsekratoren waren der Bischof von Great Falls, Edwin Vincent O’Hara, und der Bischof von Baker City, Joseph Francis McGrath.